# Notació multi-índex
La notació multi-índex és una notació matemàtica que simplifica les fórmules utilitzades en el càlcul multivariable, les equacions diferencials parcials i la teoria de les distribucions, generalitzant el concepte d’un índex enter en una N-pla ordenada d’índexs.

## Definició i propietats bàsiques
Un índex múltiple n- dimensional és una n - tupla
{\displaystyle \alpha =(\alpha _{1},\alpha _{2},\ldots ,\alpha _{n})}
de nombres enters no negatius (és a dir, un element del conjunt n - dimensional de nombres naturals, denotat {\displaystyle \mathbb {N} _{0}^{n}}).
Per a índexs múltiples {\displaystyle \alpha ,\beta \in \mathbb {N} _{0}^{n}} i {\displaystyle x=(x_{1},x_{2},\ldots ,x_{n})\in \mathbb {R} ^{n}} es defineix:
Suma i diferència per components
{\displaystyle \alpha \pm \beta =(\alpha _{1}\pm \beta _{1},\,\alpha _{2}\pm \beta _{2},\ldots ,\,\alpha _{n}\pm \beta _{n})}
Ordre parcial
{\displaystyle \alpha \leq \beta \quad \Leftrightarrow \quad \alpha _{i}\leq \beta _{i}\quad \forall \,i\in \{1,\ldots ,n\}}
Suma de components (valor absolut)
{\displaystyle |\alpha |=\alpha _{1}+\alpha _{2}+\cdots +\alpha _{n}}
Factorial
{\displaystyle \alpha !=\alpha _{1}!\cdot \alpha _{2}!\cdots \alpha _{n}!}
Coeficient binomial
{\displaystyle {\binom {\alpha }{\beta }}={\binom {\alpha _{1}}{\beta _{1}}}{\binom {\alpha _{2}}{\beta _{2}}}\cdots {\binom {\alpha _{n}}{\beta _{n}}}={\frac {\alpha !}{\beta !(\alpha -\beta )!}}}
Coeficient multinomial
{\displaystyle {\binom {k}{\alpha }}={\frac {k!}{\alpha _{1}!\alpha _{2}!\cdots \alpha _{n}!}}={\frac {k!}{\alpha !}}}
on {\displaystyle k:=|\alpha |\in \mathbb {N} _{0}} .
Potència
{\displaystyle x^{\alpha }=x_{1}^{\alpha _{1}}x_{2}^{\alpha _{2}}\ldots x_{n}^{\alpha _{n}}} .
Derivada parcial d’ ordre superior
{\displaystyle \partial ^{\alpha }=\partial _{1}^{\alpha _{1}}\partial _{2}^{\alpha _{2}}\ldots \partial _{n}^{\alpha _{n}}}
on {\displaystyle \partial _{i}^{\alpha _{i}}:=\partial ^{\alpha _{i}}/\partial x_{i}^{\alpha _{i}}} (vegeu també 4 gradients). De vegades la notació {\displaystyle D^{\alpha }=\partial ^{\alpha }} també s’utilitza.

## Algunes aplicacions
La notació multi-índex permet l'extensió de moltes fórmules des del càlcul elemental fins al cas multivariable corresponent. A continuació en detallem alguns exemples. En tot el següent, {\displaystyle x,y,h\in \mathbb {C} ^{n}} (o {\displaystyle \mathbb {R} ^{n}}), {\displaystyle \alpha ,\nu \in \mathbb {N} _{0}^{n}}, i {\displaystyle f,g,a_{\alpha }\colon \mathbb {C} ^{n}\to \mathbb {C} } (o {\displaystyle \mathbb {R} ^{n}\to \mathbb {R} }).
Teorema multinomial
{\displaystyle {\biggl (}\sum _{i=1}^{n}x_{i}{\biggr )}^{k}=\sum _{|\alpha |=k}{\binom {k}{\alpha }}\,x^{\alpha }}
Teorema multi-binomial
{\displaystyle (x+y)^{\alpha }=\sum _{\nu \leq \alpha }{\binom {\alpha }{\nu }}\,x^{\nu }y^{\alpha -\nu }.}
Tingueu en compte que, atès que x+y és un vector i α és un índex múltiple, l'expressió de l'esquerra és curta per (x1+y1)α1...(xn+yn)αn .
Fórmula de Leibniz
Per a funcions fluixes f i g
{\displaystyle \partial ^{\alpha }(fg)=\sum _{\nu \leq \alpha }{\binom {\alpha }{\nu }}\,\partial ^{\nu }f\,\partial ^{\alpha -\nu }g.}
Sèrie de Taylor
Per a una funció analítica f en n variables es té
{\displaystyle f(x+h)=\sum _{\alpha \in \mathbb {N} _{0}^{n}}^{}{{\frac {\partial ^{\alpha }f(x)}{\alpha !}}h^{\alpha }}.}
De fet, per a una funció prou suau, tenim l' expansió similar de Taylor
{\displaystyle f(x+h)=\sum _{|\alpha |\leq n}{{\frac {\partial ^{\alpha }f(x)}{\alpha !}}h^{\alpha }}+R_{n}(x,h),}
on l'últim terme (el que queda) depèn de la versió exacta de la fórmula de Taylor. Per exemple, per a la fórmula de Cauchy (amb resta integral), s'obté
{\displaystyle R_{n}(x,h)=(n+1)\sum _{|\alpha |=n+1}{\frac {h^{\alpha }}{\alpha !}}\int _{0}^{1}(1-t)^{n}\partial ^{\alpha }f(x+th)\,dt.}
Operador diferencial parcial
Un operador diferencial parcial d'ordre N lineal formal en n variables s'escriu com
{\displaystyle P(\partial )=\sum _{|\alpha |\leq N}{}{a_{\alpha }(x)\partial ^{\alpha }}.}
Integració per parts
Per a funcions fluides amb suport compacte en un domini limitat {\displaystyle \Omega \subset \mathbb {R} ^{n}} un té
{\displaystyle \int _{\Omega }{}{u(\partial ^{\alpha }v)}\,dx=(-1)^{|\alpha |}\int _{\Omega }^{}{(\partial ^{\alpha }u)v\,dx}.}
Aquesta fórmula s’utilitza per a la definició de distribucions i derivats febles.

## Un teorema d’exemple
Si {\displaystyle \alpha ,\beta \in \mathbb {N} _{0}^{n}} són multiíndexs i {\displaystyle x=(x_{1},\ldots ,x_{n})}, doncs
{\displaystyle \partial ^{\alpha }x^{\beta }={\begin{cases}{\frac {\beta !}{(\beta -\alpha )!}}x^{\beta -\alpha }&{\hbox{if}}\,\,\alpha \leq \beta ,\\0&{\hbox{otherwise.}}\end{cases}}}

### Demostració
La demostració es desprèn de la regla de potència per a la derivada ordinària ; si α i β són a {0, 1, 2, . . .}, doncs
{\displaystyle {\frac {d^{\alpha }}{dx^{\alpha }}}x^{\beta }={\begin{cases}{\frac {\beta !}{(\beta -\alpha )!}}x^{\beta -\alpha }&{\hbox{if}}\,\,\alpha \leq \beta ,\\0&{\hbox{otherwise.}}\end{cases}}\qquad (1)}
Suposem {\displaystyle \alpha =(\alpha _{1},\ldots ,\alpha _{n})}, {\displaystyle \beta =(\beta _{1},\ldots ,\beta _{n})}, i {\displaystyle x=(x_{1},\ldots ,x_{n})}. Llavors tenim això
{\displaystyle {\begin{aligned}\partial ^{\alpha }x^{\beta }&={\frac {\partial ^{\vert \alpha \vert }}{\partial x_{1}^{\alpha _{1}}\cdots \partial x_{n}^{\alpha _{n}}}}x_{1}^{\beta _{1}}\cdots x_{n}^{\beta _{n}}\\&={\frac {\partial ^{\alpha _{1}}}{\partial x_{1}^{\alpha _{1}}}}x_{1}^{\beta _{1}}\cdots {\frac {\partial ^{\alpha _{n}}}{\partial x_{n}^{\alpha _{n}}}}x_{n}^{\beta _{n}}.\end{aligned}}}
Per a cada i de {1, . . ., n }, la funció {\displaystyle x_{i}^{\beta _{i}}} només depèn de {\displaystyle x_{i}}. A l’anterior, cada diferenciació parcial {\displaystyle \partial /\partial x_{i}} per tant, es redueix a la diferenciació ordinària corresponent {\displaystyle d/dx_{i}}. Per tant, de l'equació (1) se’n desprèn {\displaystyle \partial ^{\alpha }x^{\beta }} s'esvaeix si α i > β i per almenys un i a {1, . . ., n }. Si no és el cas, és a dir, si α ≤ β com a índexs múltiples, doncs
{\displaystyle {\frac {d^{\alpha _{i}}}{dx_{i}^{\alpha _{i}}}}x_{i}^{\beta _{i}}={\frac {\beta _{i}!}{(\beta _{i}-\alpha _{i})!}}x_{i}^{\beta _{i}-\alpha _{i}}}
per cada {\displaystyle i} i. el teorema segueix. {\displaystyle \Box }